# Gentil Delázari
Gentil Delázari (ur. 9 września 1940 w Relvado, zm. 31 października 2022 w Sinop) – brazylijski duchowny rzymskokatolicki, w latach 1995-2016 biskup Sinop.

## Życiorys
Święcenia kapłańskie przyjął 13 lipca 1968. 9 lutego 1994 został prekonizowany koadiutorem diecezji Sinop. Sakrę biskupią otrzymał 27 marca 1994. 22 marca 1995 objął urząd biskupa diecezjalnego. 20 stycznia 2016 zrezygnował z urzędu.